# 寺家産業団地
寺家産業団地（じけさんぎょうだんち）とは、広島県東広島市の町丁。丁番を持たない単独町丁であり、全域で住居表示が実施されている。本項では地名としての寺家産業団地のほか、工業団地としての寺家産業団地についてもあわせて述べる。

## 概要
西条町寺家から一部が分離されて設置された町丁であり、西条町寺家によって全域を囲まれている。2022年2月時点で3区画が分譲されており、2社が進出している。

## 沿革
- 2012年（平成24年）度 - 東広島市西条町寺家の一部で「寺家産業団地」の造成が開始される[2]。
- 2016年（平成28年）10月31日 - 西条町寺家の一部が分離されて寺家産業団地となり、住居表示が実施される[1]。地名としての寺家産業団地はこのとき初めて登場することとなる。

## 交通

### 鉄道
町内に鉄道路線は通っていない。最寄り駅は寺家駅（JR山陽本線）。

### バス
町内にバス路線は通っていない。

### 道路
町内に国道、県道などは通っていないものの、至近距離に西条バイパスが通っている。

## 進出企業
3区画が分譲されており、以下の企業が進出している。
- ダイキョーニシカワ株式会社：2区画
- 豊テクノ株式会社：1区画

## 学区
公立小・中学校に通学する場合、住んでる場所に応じて以下の小・中学校に通学することになるが、寺家産業団地の人口は0人であるため実際に町内から通学する児童生徒はおらず、名目上学区が設定されているのみにとどまる。
- 寺西小学校→中央中学校
- 八本松小学校→八本松中学校

## 面積
2020年時点での面積は0.209763089km2である。

## 世帯数・人口
2024年10月末での世帯数は0世帯、人口は0人である。